# Wigfried
Wigfried (901 - 9 juli 953) was een geestelijke uit de middeleeuwen, die onder andere aartsbisschop van Keulen was.

## Levensbeschrijving
Wigfried was een zoon van graaf Gerard van de Metzgau en Oda van Saksen en bijgevolg een neef van Hendrik I de Vogelaar. Zijn jongere broer was Godfried van Gulik en een jongere zus was Uda van Metz, die in 930 trouwde met Gozelo van de Ardennen, die legeraanvoerder was van zijn broer, bisschop Adalbero I van Metz.
Onder het bewind van keizer Otto I de Grote was Wigfried aartskapelaan en aartskanselier.
In 924 werd hij aartsbisschop van Keulen. Daarvoor was hij al lid van het Keulse Domkapittel. Hij begunstigde de kloosters en kapittels in zijn aartsbisdom. Zo schonk hij in 927 aan het Keulse Sint-Ursulakapittel de inkomsten van de Mariakerk, eveneens in Keulen. In 935 begiftigde hij hetzelfde kapittel met het landgoed Rurdorf(?). In 941 schonk hij zowel aan het Sint-Ceciliakapittel als aan het Sint-Ursulakapittel inkomsten van een aantal kerken, hoeven en wijngaarden.
Hoewel hij daar als aartsbisschop van Keulen het alleenrecht op had, moest hij de koningskroning van Otto in 936 in Aken delen met de aartsbisschoppen van Trier en Mainz.
Hij stierf na een lang ziekbed op 9 juli 953 en werd begraven in de Sint-Gereonkerk in Keulen.

## Voorouders
| Voorouders van Wiegfried (901-953) | Voorouders van Wiegfried (901-953)                                 | Voorouders van Wiegfried (901-953)                                 | Voorouders van Wiegfried (901-953)                                 | Voorouders van Wiegfried (901-953)                                 | Voorouders van Wiegfried (901-953)                                   | Voorouders van Wiegfried (901-953)                                   | Voorouders van Wiegfried (901-953)                                   | Voorouders van Wiegfried (901-953)                                   |
| ---------------------------------- | ------------------------------------------------------------------ | ------------------------------------------------------------------ | ------------------------------------------------------------------ | ------------------------------------------------------------------ | -------------------------------------------------------------------- | -------------------------------------------------------------------- | -------------------------------------------------------------------- | -------------------------------------------------------------------- |
| Overgrootouders                    | Adalhard de Seneschalk (817-865) ∞ ? (-)                           | Adalhard de Seneschalk (817-865) ∞ ? (-)                           | Matfried van Eifelgouw (~820-882) ∞ ? (-)                          | Matfried van Eifelgouw (~820-882) ∞ ? (-)                          | Liudolf van Saksen (806-866) ∞ Oda van Billung (806-913)             | Liudolf van Saksen (806-866) ∞ Oda van Billung (806-913)             | Hendrik van Babenberg (820–886) ∞ Ingeltrude van Friuli (836-867)    | Hendrik van Babenberg (820–886) ∞ Ingeltrude van Friuli (836-867)    |
| Grootouders                        | Adalhard II van Metz (~850-890) ∞ ? (-)                            | Adalhard II van Metz (~850-890) ∞ ? (-)                            | Adalhard II van Metz (~850-890) ∞ ? (-)                            | Adalhard II van Metz (~850-890) ∞ ? (-)                            | Otto I van Saksen (850-912) ∞ ca. 890 Hedwig van Babenberg (856-903) | Otto I van Saksen (850-912) ∞ ca. 890 Hedwig van Babenberg (856-903) | Otto I van Saksen (850-912) ∞ ca. 890 Hedwig van Babenberg (856-903) | Otto I van Saksen (850-912) ∞ ca. 890 Hedwig van Babenberg (856-903) |
| Ouders                             | Gerard van de Metzgau (875-910) ∞ 909 Oda van Saksen (~880-na 952) | Gerard van de Metzgau (875-910) ∞ 909 Oda van Saksen (~880-na 952) | Gerard van de Metzgau (875-910) ∞ 909 Oda van Saksen (~880-na 952) | Gerard van de Metzgau (875-910) ∞ 909 Oda van Saksen (~880-na 952) | Gerard van de Metzgau (875-910) ∞ 909 Oda van Saksen (~880-na 952)   | Gerard van de Metzgau (875-910) ∞ 909 Oda van Saksen (~880-na 952)   | Gerard van de Metzgau (875-910) ∞ 909 Oda van Saksen (~880-na 952)   | Gerard van de Metzgau (875-910) ∞ 909 Oda van Saksen (~880-na 952)   |